# Приключенски роман
Приключенски роман, също роман-авантюра (от на френски: aventure – приключение) е литературен жанр, който се формира в средата на XIX век под влиянието на романтизма и неоромантизма с характерния за тях стремеж за бягство от буржоазното ежедневие в света на екзотиката, приключенията и героизма. Приключенският роман се характеризира с рязко деление на персонажите на положителни герои и злодеи, стремително развиващо се действие, бързи промени, напрежение и острота на сюжетните ситуации, в които преобладават опасности, похищения, преследвания, тайни и загадки. Задачата на приключенската литература е не само да поучава, анализира и описва действителността, но и да развлича читателите.

## Eволюция
Предшественици на приключенския роман от XIX век са готическите (Хорас Уолпоул, Ан Радклиф, Мери Шели) и историческите романи (Уолтър Скот, Джеймс Фенимор Купър, Виктор Юго). Забележителен принос за оформянето на жанра имат майсторите на неоромантичната проза като Александър Дюма-баща във Франция и Робърт Луис Стивънсън във Великобритания. Първоначално се различават историко-приключенски романи („Тримата мускетари“, „Кралица Марго“) и социално-приключенски, със сюженти от съвременната действителност („Граф Монте Кристо“, „Парижките потайности“).
Краят на XIX и началото на XX век са „златен век“ за приключенския жанр, който междувременно се разпада на няколко под-жанра:
- Колониални приключенски романи: Джоузеф Конрад („Господарят Джим“, „Сърцето на мрака“), Хенри Райдър Хагард (поредицата за Алън Куотърмейн), Майн Рид („Конникът без глава“, „Ямайски марони“, „Квартеронката“), Луи Бусенар, Луи Жаколио, Пиер Беноа и др.
- Книги за пътешествия: Жул Верн („Пет седмици в балон“, „За 80 дни около света“)
- Книги за търсене на съкровища: Едгар Алан По (разказът „Златният бръмбар“), Робърт Луис Стивънсън („Островът на съкровищата“), Хенри Райдър Хагард („Рудниците на цар Соломон“).
- Морски романи: Херман Мелвил („Моби Дик“), Майн Рид („Морското вълче“), Фредерик Мариет.
- Пиратски романи: Робърт Луис Стивънсън („Островът на съкровищата“), Рафаел Сабатини (поредицата за капитан Блъд), Артър Конан Дойл („Пиратът Шарки“), Емилио Салгари (поредицата за Сандокан и малайските пирати), Фридрих Герстекер („Изоставеният пиратски кораб“, „лодкарят от Илинойс“).
- Книги за корабокрушенци на необитаеми острови: Робърт Балантайн („Кораловият остров“), Жул Верн („Тайнственият остров“, „Две години ваканция“) (
- Книги за деца в джунглата: за Маугли на Ръдиард Киплинг, за Тарзан на Едгар Райс Бъроуз.
- Романи на плаща и шпагата със сюжети от европейската история от XVI – XVIII век: Теофил Готие („Капитан Фракас“), Понсон дю Терай (поредицата за Рокамбол).
- Индиански романи: Томас Майн Рид („Оцеола“, „Белият вожд“), Гюстав Емар („Арканзаски трапери“), Емилио Салгари, Карл Май („Винету“, „Олд Шуърхенд“, „Съкровището от Сребърното езеро“ и др.)
- Приключенски книги за ловци и животни: (Джек Лондон („Белият зъб“, „Дивото зове“), Джеймс Оливър Кърууд („Дивото куче Казан“), Ръдиард Киплинг.

Един от най-популярните автори, които творят приключенска литература – Жул Верн, полага основите и на жанра научна фантастика, макар че създава и множество традиционни приключенски романи („За 80 дни около света“, „Децата на капитан Грант“). Един от основоположниците на криминалния жанр, Артър Конан Дойл, пише също така приключенски разкази за пирати и за приключенията на бригадир Жерар по време на Наполеоновите войни.
В средата на XX век криминалната литература, фантастиката, хоръра и фентъзито постепенно изместват приключенския роман от мястото му в масовата литература. Голямо разпространение получава комиксите с приключенски сюжети. Пример за съвременни приключенски романи са творбите на Дан Браун, Джак Дю Брул, Джеймс Ролинс и др.

## Българска приключенска литература
Българската приключенска литература бележи своите най-големи успехи през втората половина на ХХ век, когато творят автори като:
- Марко Марчевски („Остров Тамбукту“ (1956 – 59) и „Тайнствените светлини" (1958)),
- Григор Угаров („По следите на заточеника“ (1956) и „Търсачи на съкровища“ (1961)),
- Любен Христофоров („Съкровищата на дяволската планина Ауян Тепюй“ (1958), „Скритата река Рио Ескондидо“ (1959), „Джунглата Петен“ (1960), „Амазонията“ (1963), и „Вампирът от остров Фернандо Нороня“ (1969)),
- Петър Стъпов („Тайната на кораба Пирин" (1956) и „Гласове от вековете" (1958)),
- Цончо Родев („Съкровището на Лизимах“ (1966)и „Черният конник“ (1966)); и
- Петър Бобев („Гущерът от ледовете" (1958), „Заливът на акулите“ (1963), „Жрицата на змията" (1965), „Драконът от Луалаба“ (1968), „Куцият дявол" (1970), „Калиакра" (1971), „Опалите на Нефертити“, (1971), „Отмъщението на мъртвия инка" (1976), „Боа и диаманти“ (1979))